# Alexander Tusch
Alexander Tusch (ur. 19 listopada 1992 w Innsbrucku) – austriacki siatkarz, grający na pozycji rozgrywającego, reprezentant Austrii. 

## Przebieg kariery
| Lata                      | Klub                    |
| ------------------------- | ----------------------- |
| 2010–2017                 | Hypo Tirol Innsbruck    |
| 2017–2018                 | Saaremaa VK             |
| 2018–2019                 | Volley Leverano         |
| 2019–2020                 | Helios Grizzlies Giesen |
| 2020–2021 (do 31.01.2021) | Saaremaa VK             |
| 2021 (od 03.02.2021)      | Kioene Padwa            |
| 2021–2022                 | Neftochimik Burgas      |
| 2022–                     | Chebyr Pazardżik        |

## Sukcesy klubowe
Liga Środkowoeuropejska - MEVZA:
- 2012, 2015
- 2011, 2016, 2017
- 2013

Liga austriacka:
- 2011, 2012, 2014, 2015, 2016, 2017
- 2013

Puchar Austrii:
- 2014

Puchar Estonii:
- 2017

Liga bałtycka:
- 2018

Liga estońska:
- 2018

Liga bułgarska:
- 2022[5]

Superpuchar Bułgarii:
- 2022

Puchar Bułgarii:
- 2023[6]

## Sukcesy reprezentacyjne
Liga Europejska:
- 2016[7]

## Nagrody indywidualne
- 2018: Najlepszy rozgrywający ligi bałtyckiej w sezonie 2017/2018